# Paraparaumu
Paraparaumu is een stad die is gelegen in het zuidwesten van het Noordereiland, onderdeel van Nieuw-Zeeland. De stad ligt in de kuststreek Kapiti, 50 kilometer ten noorden van de hoofdstad Wellington. Er wonen circa 25.000 mensen, vooral ouderen.
Paraparaumu Beach is een toeristisch centrum dat valt onder de gemeente Paraparaumu en ligt aan zee, recht tegenover het eiland Kapiti. Paraparaumu en Paraparaumu Beach zijn samen met het nabijgelegen Raumati Beach en Raumati South een van de snelstgroeiende gebieden van Nieuw-Zeeland, voornamelijk door forenzen die in Wellington werken en hier wonen.
Paraparaumu College is de grootste middelbare school in het gebied.
Paraparaumu United was de naam van de lokale voetbalclub in de stad. De club werd in 2003 samengevoegd met een andere club tot Kapiti Coast United, dat is gevestigd in Raumati.

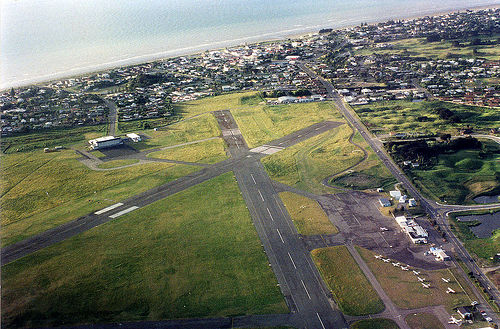
Vliegveld van Paraparaumu

## Geboren in Paraparaumu
- Wayne McIndoe - hockeyspeler
- Andrew Niccol (1964) - filmregisseur, scenarioschrijver en filmproducent
- Christian Cullen - rugbyspeler
- Stephen Kearney - rugbyspeler
- John Henwood - hardloper